# 橙黃金翅雀鯛
橙黃金翅雀鯛，又稱雷克斯刻齒雀鯛、帝王雀鯛，俗名為厚殼仔、檸檬雀鯛，為輻鰭魚綱鱸形目隆頭魚亞目雀鯛科的其中一種。

## 分布
本魚分布於印度西太平洋區，包括斯里蘭卡、印尼、菲律賓、台灣、澳洲北部、新喀里多尼亞、新不列顛、琉球群島、帛琉、所羅門群島、新幾內亞、萬那杜等海域。

## 深度
水深1至20公尺。

## 特徵
本魚體橢圓形而側扁，體呈橙黃色，體被小鱗。眶前骨無鱗，眶下骨具鱗；前鰓蓋骨後緣平滑。頰部有鱗。頭及背部前端略帶紫色，體側每一鱗片中央皆有一藍點，頭部則藍點密佈而使其遠看有如藍色，尤其是幼魚中央頭和身體更是藍橙分色。成魚後則色則轉淡，有時藍色亦褪成紫灰色，鰓蓋末端具一黑點。吻短而鈍圓。口中型；兩頜齒小而呈圓錐狀。體被櫛鱗；側線之有孔鱗片15至18個。背鰭硬棘13枚、背鰭軟條13至14枚、臀鰭硬棘2枚、臀鰭軟條13至14枚。體長可達10公分。

## 生態
本魚多半在礁緣底部較光禿之岩壁凹入處獨居，為藻食性魚類，以吃食附生在石上的藻類為食。

## 經濟利用
體色鮮艷，適合飼養觀賞用，少人食用。